# Alosa pseudoharengus
Az Alosa pseudoharengus a sugarasúszójú halak (Actinopterygii) osztályának heringalakúak (Clupeiformes) rendjébe, ezen belül a heringfélék (Clupeidae) családjába tartozó faj.

## Előfordulása
Az Alosa pseudoharengus elterjedési területe az Atlanti-óceán nyugati része és Észak-Amerika folyói és tavai. Ez a halfaj, megtalálható a Szent Lőrinc-öböltől és Új-Skóciától Észak-Karolináig. Előfordulási helyén fellelhető számos folyóban és patakban. A Seneca- és Cayuga-tavakban őshonos. A Nagy-tavakba betelepítették.

## Megjelenése

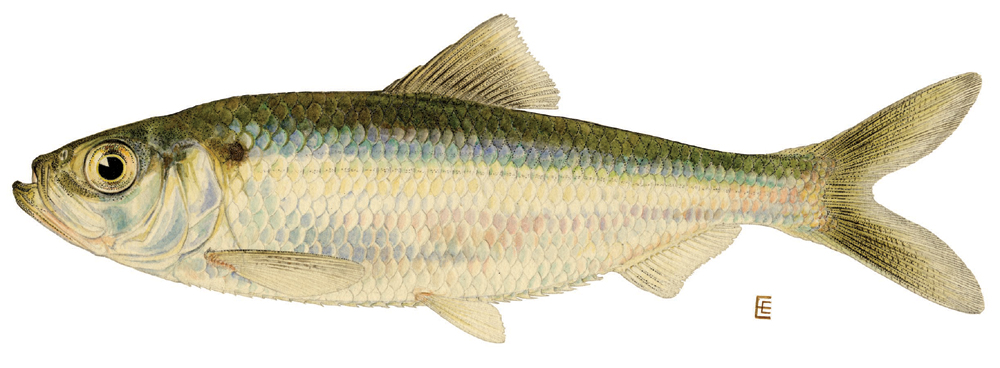
Rajz a halról

Ez a halfaj általában 30 centiméter hosszú, de akár 40 centiméteresre is megnőhet. Testtömege legfeljebb 200 gramm. Vállán sötét folt található. Háta szürkészöld színű. Szeme nagyobb, mint a szája.

## Életmódja
Az Alosa pseudoharengus egyaránt megél a sós-, édes- és brakkvízben is. 5-145 méteres mélységben is tartózkodhat, de általában 56-110 méter mélyben van. Rajokban úszik, és nem távolodik messzire a szülőhelyétől. A felnőtt krillel és kisebb halakkal táplálkozik; az ivadék a folyókban kovamoszatokat, evezőlábú rákokkat (Copepoda) és kagylósrákokat (Ostracoda) fogyaszt. A halban buzogányfejű férgek (Acanthocephala), galandférgek (Cestoda), valódi mételyek (Trematoda) és evezőlábú rákok élősködhetnek.
Legfeljebb 9 évig él.

## Szaporodása
Ez az alózafaj anadrom vándorhal (a tengerből az édesvízbe vonul ívni); legalábbis az óceánban élő állományok. A tavakban és folyókban élő halak, az ívási időszak alatt, felúsznak a sebesebb patakokba is. Ívás után visszatérnek az óceánba, illetve a tavakba és nagyobb folyókba. Az ivadék egy-két hétig a szülőhelyén marad, de már ekkor is rajokban él. Nyáron és ősszel, vagy csak novemberben vagy decemberben, lejönnek az ívási helyekről, és szüleik élőhelyén nőnek fel.

## Felhasználása
Az Alosa pseudoharengust ipari mértékben halásszák. Az ember frissen, szárítva, sózva, fagyasztva vagy füstölve is fogyassza. Ezt a halat, csalétekként is használja, amikor rákot és homárt akar fogni. A házi kedvencek etetésére is alkalmas.

## Veszélyeztetettsége
A túlhalászása, a vizek szennyezése és a vízerőművek építése, erősen lecsökkentette az Alosa pseudoharengus állományokat.